# Poczapów (gmina)
Poczapów (pocz. Poczapowo) – dawna gmina wiejska istniejąca do 1939 roku w woj. nowogródzkim (obecnie na Białorusi). Siedzibą gminy był Poczapów (229 mieszk. w 1921 roku).
W okresie międzywojennym gmina Poczapowo należała do powiatu nowogródzkiego w woj. nowogródzkim. Po wojnie obszar gminy Poczapów wszedł w struktury administracyjne Związku Radzieckiego.
Zobacz też: gmina Poczajów